# Азеддін Ларакі
Азеддін Ларак (1 травня 1929, Фес, Марокко — 1 лютого 2010, Рабат, Марокко) — марокканський політичний діяч, прем'єр-міністр Марокко (1986—1992). Генеральний секретар Організації Ісламська конференція (1997—2000). Пан Ларакі також є автором кількох наукових та літературних публікацій та членом Спілки письменників Марокко. Професор.

## Життєпис
У 1957 році здобув ступінь доктора медичного факультету в Парижі. Колишній стажист лікарень в Марокко та колишній заступник головного лікаря провінції Уджда, пан Азеддін Ларакі був призначений у 1958 році директором кабінету міністра національної освіти, а в 1959 році директором кабінету міністра Громадського здоров'я. Потім він став директором лікарні «Авікенн» до призначення в 1960 році завідувачем відділення пульмонології та грудної хірургії. У грудні 1967 р. він став професором медичного факультету, а в 1972 р. — професором кафедри, членом кількох національних та міжнародних наукових товариств.

## Політична діяльність
10 жовтня 1977 року він був призначений міністром національної освіти та виконавчої підготовки, потім міністром народної освіти в листопаді 1981 року. Він був обраний 23 листопада 1982 року віце-президентом 4-ї позачергової сесії Конференції ЮНЕСКО, що відбулася в Парижі. У квітні 1982 року він став членом Академії Королівства Марокко. Пан Ларакі був підтверджений 30 листопада 1983 року на посаді міністра національної освіти. У жовтні 1985 року його обрали віце-президентом 23-ї Генеральної конференції ЮНЕСКО, що відбулася в Софії.
У січні 1986 року пан Ларакі був обраний президентом Виконавчого комітету Арабського союзу з фізичної та спортивної освіти, коли установчі збори цього Союзу відбулися в Рабаті.
12 березня 1986 року його призначили віце-прем'єр-міністром при Хасані ІІ. 30 вересня 1986 року він був призначений прем'єр-міністром і залишався на цій посаді, поки 11 серпня 1992 р. його не змінив Мохаммед Карим Ламрані — який передував йому на цій посаді.
У серпні 1994 року Хасан II призначив його головою ради директорів університету Аль-Ахавейн в Іфрані.
У лютому 1996 року Марокко представила свою кандидатуру на посаду Генерального секретаря ОІК. 12 грудня 1996 року він був обраний Генеральним секретарем ОІК на 24-й Конференції міністрів закордонних справ, яка відбулася в Джакарті, потім офіційно інвестувала в грудні 1997 року на 8-й ісламський саміт, що відбувся в Тегерані.